# Araraí
Araraí é um distrito do município de Alegre, no Espírito Santo.

## História
O distrito foi criado pela Lei Estadual n.º 1.680 de 20/11/1928 com o nome de Boa Vista. Pelo Decreto-lei Estadual n.º 9.222 de 31/03/1938 o distrito de Boa Vista passou a denominar-se Liberdade e, por fim, pela Lei Estadual n.º 15.177 de 31/12/1943 o distrito passou a denominar-se Araraí.

### Toponímia
"Araraí" é oriundo do tupi antigo arará'y, que significa "rio das ararás" (arará, "arará" e 'y, "rio").

## Geografia

### Localização
O distrito está situado na região norte do município.

### População
Pelo Censo 2010 (IBGE) a população total do distrito era de 980 habitantes, e a população urbana era de 245 habitantes.